# Brian Moore
Brian Moore, född 25 augusti 1921 i Belfast i Storbritannien, död 11 januari 1999 i Malibu i USA, var en kanadensisk författare.
Moore utvandrade från Nordirland till Kanada efter utlandstjänst under andra världskriget och blev kanadensisk medborgare 1948.
Moores första roman, Judith Hearne, filmatiserades med Maggie Smith i huvudrollen. Flera andra romaner har även de filmatiserats såsom The Luck of Ginger Coffey, Catholics, Black Robe, Cold Heaven och The Statement. Han skrev också filmmanus till Alfred Hitchcocks En läcka i ridån och The Blood of Others, baserad på romanen Le sang des autres av Simone de Beauvoir.
"Trots mer än 30 år av självpåtagen exil bär B:s böcker en stark prägel av hans irländska bakgrund. Hans personer kämpar med typiska irländska problem: religion, sex och nationalism. Hans romaner utmärks av exakt avlyssnad dialog, humor och psykologisk insikt." (Litteraturhandboken, 1983)